# Marratxí
Marratxí, en catalan et officiellement (Marrachí en castillan), est une commune d'Espagne de l'île de Majorque dans la communauté autonome des Îles Baléares. Elle est située au nord-est de Palma de Majorque, dans sa périphérie proche, et fait partie de la comarque du Raiguer.

## Géographie

Localisation de l'île Majorque dans les Îles Baléares.
Localisation de Marratxí dans l'île de Majorque.
Localisation de la comarque du Raiguer dans l'île de Majorque.